# Maniace
Maniace é uma comuna italiana da região da Sicília, província de Catania, com cerca de 3.545 habitantes. Estende-se por uma área de 35 km², tendo uma densidade populacional de 101 hab/km². Faz fronteira com Bronte, Cesarò (ME), Longi (ME).

## Demografia
| Variação demográfica do município entre 1861 e 2011                               |
|                                                                                   |
| Fonte: Istituto Nazionale di Statistica (ISTAT) - Elaboração gráfica da Wikipedia |